# Svanholm Storkollektiv
Svanholm Storkollektiv er et kollektiv, der er indrettet på herregården Svanholm Gods i Krogstrup Sogn i Hornsherred. I 1978 købte en større gruppe stedet og dannede Danmarks største kollektiv med fællesøkonomi. Svanholm-kollektivet var en af pionererne inden for økologisk landbrug i Danmark. Pr. 2024 bor ca. 65 voksne og 36 børn i kollektivet.

## Geografi
Svanholm Gods ligger omtrent midt i Hornsherred, lidt nord for Skibby i Krogstrup Sogn, ca. 50 km fra København.  Det består af en hovedbygning og en række omkringliggende huse, som bruges til boliger, landbrug og andet erhverv.  Rundt om hovedbygningen ligger 414 hektar jord, heraf 238 hektar mark, 40 hektar eng, og 140 hektar skov.  Endvidere hører nogle huse i de nærmeste landsbyer under godset.

## Kollektivet stiftes
I 1977 tog to par initiativet til at starte et storkollektiv med egen produktion og landbrug, baseret på fællesøkonomi og ligeværdighed.  De indrykkede annoncer og samlede på den måde et større antal interesserede.  I 1978 købte gruppen, som da bestod af ca. 100 voksne, Svanholm Gods for 30 mio. kr, som blev skaffet fra deltagernes formue samt almindelige lån.
Da Landbrugsloven ikke tillod en større gruppe at eje et landbrug i fællesskab, var der den første tid tvivl om, hvorvidt kollektivet kunne få lov at bestå.  Men efter nogen tid gav myndighederne en dispensation; måske hjalp det, at aviserne skrev en del om sagen og nævnte at Prins Joachim netop havde fået dispensation til at eje Schackenborg.

## Beslutningsstruktur
Siden stiftelsen har Svanholms besluttende organ været fællesmødet, hvor alle medlemmer kan deltage.  Beboere, der endnu ikke er optaget som medlemmer, deltager uformelt.  Inden fællesmødet kan ethvert medlem offentliggøre beslutningsforslag til behandling på mødet.
Indtil januar 2007 var fællesmødet det eneste formelle beslutningsorgan, selv om der hele tiden har været et større antal undergrupper (bl.a. arbejdsgrupperne) med uformel kompetence inden for afgrænsede områder.  Igennem de fleste af disse år blev fællesmødet afholdt en gang om ugen, og beslutningsforslag skulle behandles på mindst to møder.
I januar 2007 begyndte et forsøg med en beslutningsgruppe (kaldet FÆR) på fem personer valgt blandt samtlige medlemmer.  Denne gruppe behandler beslutningsforslagene fra medlemmerne, og træffer de afgørelser, som den forventer vil være ukontroversielle.  De øvrige beslutningsforslag videresendes til fællesmødet, som også fungerer som ankeinstans, hvis der er nogen som er uenige i FÆRs afgørelser.  Fællesmødet afholdes nu kun en gang om måneden, og forslag kan nu vedtages på et enkelt møde.
Alle beslutninger, både på fællesmødet og i FÆR træffes efter konsensus.  Dette betyder, at man må tale sig til rette indtil alle kan acceptere et forslag.  Hvis nogen er imod forslaget, kan de imidlertid ikke bare sige nej, men skal indgå i en dialog om, hvordan problemet kan løses på anden vis.

## Økonomisk struktur
Alle indtægter fra beboernes løn og fra erhvervsvirksomhederne indgår i kollektivets fælles kasse.  Kollektivet betaler så skat, husleje, kost m.m. for beboerne.  Desuden udbetales et rådighedsbeløb til hver enkelt, typisk ca. 20% af personens bruttoløn.
Rådighedsbeløbet blev indført ved en omlægning af kollektivets økonomi i 2003.  Tidligere fik alle samme beløb i lommepenge, ca. 1.200 kr pr. måned; til gengæld betalte kollektivet den gang stort set alle nødvendige udgifter for beboerne.
Når man flytter ind, indbetaler man sin eventuelle formue som indskud til kollektivet.  Fra 2005 skulle indskuddet være mindst 50.000 kr (60.000 kr i 2024), som man må låne i banken, hvis man ikke har dem.  Hvis man senere fraflytter kollektivet, udbetales indskuddet igen, men uden forrentning.  Ud over indskuddet kautionerer hvert medlem også for 100.000 kr af kollektivets gæld.
Juridisk er kollektivet organiseret omkring et kommanditselskab, Jarnved, som medlemmerne ejer i fællesskab.  Jarnved K/S ejer så godset og driver hovedparten af virksomhederne.

### Arbejdspladser
Af beboerne har ca. 25 et arbejde uden for Svanholm, mens der er ca. 35, som arbejder på stedet.  Kollektivet har desuden ca. 25 ansatte, som ikke bor på stedet, men er ansat som almindelige lønmodtagere.
Arbejdspladserne er fordelt i en række delvis selvstændige arbejdsgrupper, hvoraf de største er:
- Bygningsgruppen (vedligeholdelse og ombygning af husene)
- Køkkengruppen (indkøb og madlavning)
- Regnskabsgruppen (administration)
- Svanholm Børnehus (vuggestue og børnehave)
- Agerbrug
- Kvægbrug med 120 fritgående jerseykøer[1]
- Skovbrug
- Svanholm ØkoGrønt (grøntsagspakkeri)
- Trævarefabrik (træembalage, butiksinventar)
- Svanholm Træ & ØkoByg (bæredygtigt byggeri og tegnestue)
- Svanholm Legepladser Arkiveret 30. september 2007 hos  Wayback Machine (naturlegepladser)

## Økologi
Efter at kollektivet blev stiftet, begyndte en gradvis omlægning af landbruget til økologisk drift.  Svanholm blev på det tidspunkt det største økologiske landbrug i Danmark.  Senere oprettede kollektivet et pakkeri til de økologiske grøntsager og blev en af hovedleverandørerne af økologisk grønt til supermarkederne i Danmark. Efterspørgslen steg til mere end Svanholm kan levere, og kollektivet fokuserer i 2024 på leverancer til restauranter.
I dag drives hele Svanholms landbrug økologisk, beboerne spiser økologisk mad og gårdbutikken og pakkeriet sælger kun økologiske varer.  Desuden driver Svanholm en byggevirksomhed, som bruger særligt naturvenlige materialer i sit byggeri.  Svanholm forsøger at have en økologisk synsvinkel på alle sine aktiviteter, selv om økonomien også har noget at sige. 

## Energi
Svanholms varmecentral består af et CO2-neutralt træflisfyr forsynet fra egen voksende skov. Svanholms årlige el-forbrug på 600 MWh overgåes af kollektivets egne 2 NEG Micon vindmøller fra 1990. Hver mølle er 200 kW og producerer 370 MWh. Der er også solceller på flere af tagene, og 12 fælles ældre elbiler.

## Boformer
Boligerne i kollektivet er meget varierede, og der er plads til forskellige konstellationer. Familier har som regel deres egen bolig, men nogle bor sammen i bogrupper.
I de fleste boliger er der køkken, men herudover har kollektivet også et stort fælleskøkken, hvor der bliver lavet fælles mad seks dage om ugen.  Mange vælger at spise i den fælles spisesal, andre henter deres mad der og spiser i deres egen bogruppe/familie.

### Indflytning
Svanholm har ingen venteliste, men bedømmer i hvert enkelt tilfælde, om ansøgere kan passe ind på stedet. Blandt forventninger til ansøgerne er:
- 30 timers lønarbejde enten på Svanholm eller udenfor.
- Ikke for stor gæld.

Udover kollektivister og ansatte kommer der løbende gæster fra udlandet, som bor i kollektivet nogle måneder, mens de arbejder på stedet. Pr. 2009 boede ca. 80 voksne og 50 børn i kollektivet.